# Bělkovič (kráter)

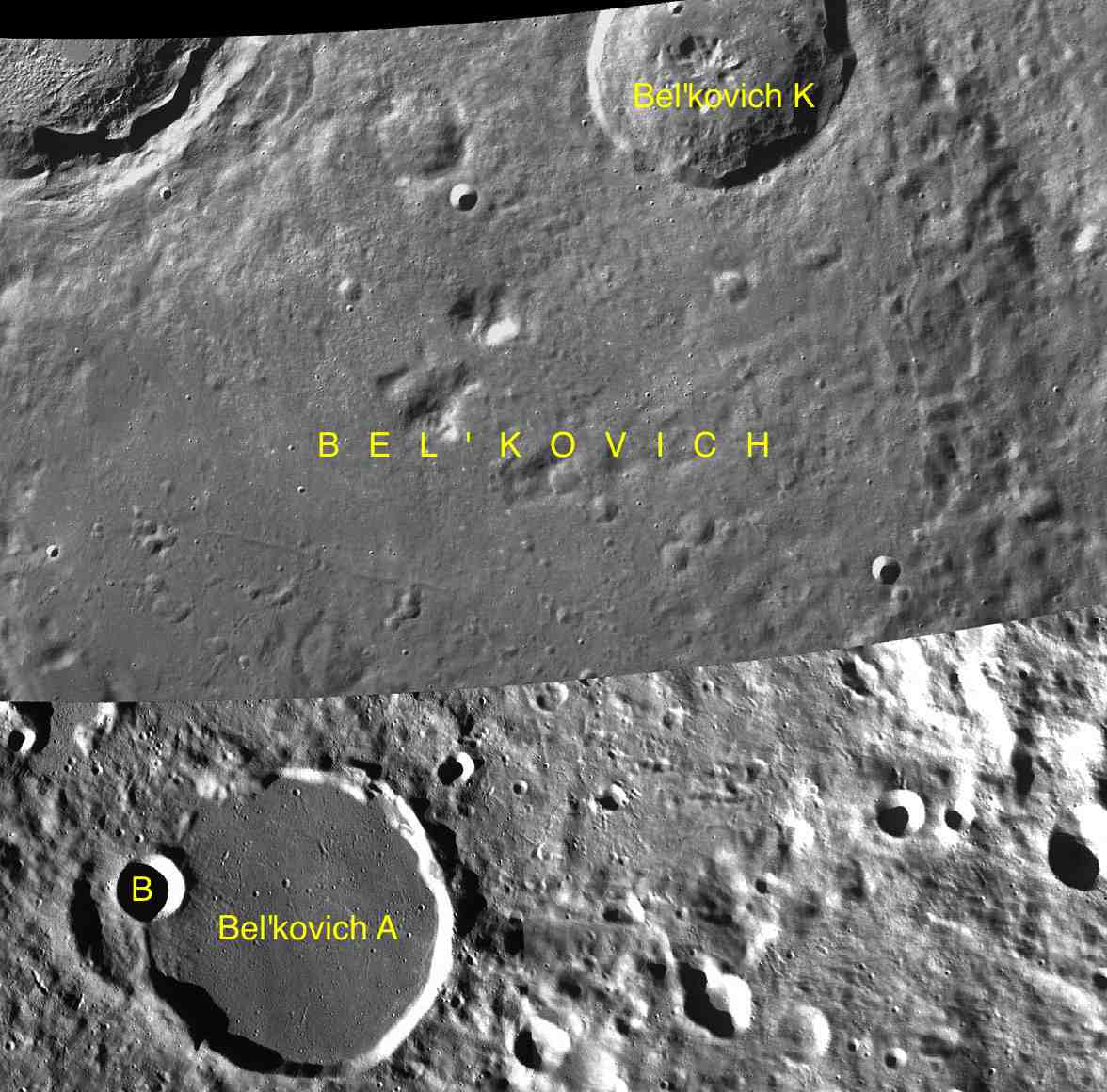
Bělkovič a satelitní krátery.

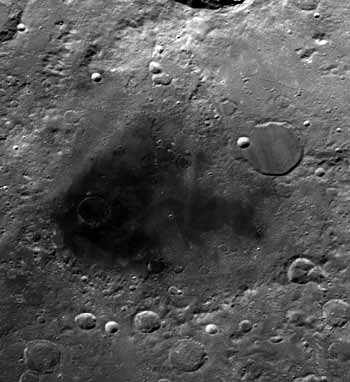
Mare Humboldtianum (tmavá plocha uprostřed). Část Bělkoviče zabírá celý pravý horní roh snímku.

Bělkovič (anglicky Belʹkovich) je rozlehlý kráter typu valové roviny nacházející se v librační zóně Měsíce, jeho středem prochází 90° poledník východní délky. Má průměr 198 km, na jeho dně je dvojice středových vrcholků. Díky své poloze je pro pozorovatele ze Země viditelný pouze ze strany a jen občas. Je situován při severovýchodním okraji Mare Humboldtianum (Humboldtovo moře), přičemž mezi ním a tímto měsíčním mořem leží několik kráterů, z nichž největší je Bělkovič A.
Severozápadní okrajový val Bělkoviče mírně narušuje mladší impaktní kráter Hayn.

## Název
Pojmenován je podle sovětského astronoma Igora Vladimiroviče Bělkoviče, odborníka v selenodézii.

## Satelitní krátery
V okolí se nachází několik dalších kráterů. Ty byly označeny podle zavedených zvyklostí jménem hlavního kráteru a velkým písmenem abecedy.
| Bělkovič | Sel. šířka | Sel. délka | Průměr |
| -------- | ---------- | ---------- | ------ |
| A        | 58.7° S    | 86.0° V    | 58 km  |
| B        | 58.9° S    | 85.0° V    | 13 km  |
| K        | 63.8° S    | 93.6° V    | 47 km  |